# Pomerânia Ocidental-Greifswald

Mecklenburgische Seenplatte

Pomerânia Ocidental-Greifswald (em alemão:  Vorpommern-Greifswald) é um distrito em Meclemburgo-Pomerânia Ocidental, Alemanha. A sede do distrito é a cidade Greifswald.

## Cidades e municípios
| Cidades livres                                                  | Municípios livres |
| --------------------------------------------------------------- | ----------------- |
| 1. Anklam 2. Greifswald 3. Pasewalk 4. Strasburg 5. Ueckermünde | 1. Heringsdorf    |

| Ämter | Ämter | Ämter | Ämter |
| --- | --- | --- | --- |
| - 1. Am Peenestrom 1. Buggenhagen 2. Krummin 3. Lassan2 4. Lütow 5. Sauzin 6. Wolgast1, 2 7. Zemitz - 2. Am Stettiner Haff 1. Ahlbeck 2. Altwarp 3. Eggesin1, 2 4. Grambin 5. Hintersee 6. Leopoldshagen 7. Liepgarten 8. Lübs 9. Luckow 10. Meiersberg 11. Mönkebude 12. Vogelsang-Warsin - 3. Anklam-Land 1. Bargischow 2. Blesewitz 3. Boldekow 4. Bugewitz 5. Butzow 6. Ducherow 7. Iven 8. Krien 9. Krusenfelde 10. Medow 11. Neetzow-Liepen 12. Neu Kosenow 13. Neuenkirchen 14. Postlow 15. Rossin 16. Sarnow 17. Spantekow1 18. Stolpe an der Peene | - 4. Jarmen-Tutow 1. Alt Tellin 2. Bentzin 3. Daberkow 4. Jarmen1, 2 5. Kruckow 6. Tutow 7. Völschow - 5. Landhagen 1. Behrenhoff 2. Dargelin 3. Dersekow 4. Hinrichshagen 5. Levenhagen 6. Mesekenhagen 7. Neuenkirchen1 8. Wackerow 9. Weitenhagen - 6. Löcknitz-Penkun 1. Bergholz 2. Blankensee 3. Boock 4. Glasow 5. Grambow 6. Krackow 7. Löcknitz1 8. Nadrensee 9. Penkun2 10. Plöwen 11. Ramin 12. Rossow 13. Rothenklempenow - 7. Lubmin 1. Brünzow 2. Hanshagen 3. Katzow 4. Kemnitz 5. Kröslin 6. Loissin 7. Lubmin1 8. Neu Boltenhagen 9. Rubenow 10. Wusterhusen | - 8. Peenetal/Loitz 1. Görmin 2. Loitz1, 2 3. Sassen-Trantow - 9. Torgelow-Ferdinandshof 1. Altwigshagen 2. Ferdinandshof 3. Hammer an der Uecker 4. Heinrichswalde 5. Rothemühl 6. Torgelow1, 2 7. Wilhelmsburg - 10. Uecker-Randow-Tal [seat: Pasewalk] 1. Brietzig 2. Fahrenwalde 3. Groß Luckow 4. Jatznick 5. Koblentz 6. Krugsdorf 7. Nieden 8. Papendorf 9. Polzow 10. Rollwitz 11. Schönwalde 12. Viereck 13. Zerrenthin - 11. Usedom-Nord 1. Karlshagen 2. Mölschow 3. Peenemünde 4. Trassenheide 5. Zinnowitz1 | - 12. Usedom-Süd 1. Benz 2. Dargen 3. Garz 4. Kamminke 5. Korswandt 6. Koserow 7. Loddin 8. Mellenthin 9. Pudagla 10. Rankwitz 11. Stolpe auf Usedom 12. Ückeritz 13. Usedom1, 2 14. Zempin 15. Zirchow - 13. Züssow 1. Bandelin 2. Gribow 3. Groß Kiesow 4. Groß Polzin 5. Gützkow2 6. Karlsburg 7. Klein Bünzow 8. Murchin 9. Rubkow 10. Schmatzin 11. Wrangelsburg 12. Ziethen 13. Züssow1 |
| 1sede do Amt; 2cidade | | | |